# Шариатская колонна
Шариатская колонна — просоветское («красное») вооруженное формирование действовавшее на Северном Кавказе в годы Гражданской войны. Колонна была сформирована летом 1918 года как ополчение мусульман-кабардинцев. В основе идеологии лежала комбинация народного самоуправления и ислама (лозунг: «Да здравствует Советская власть и шариат!»). На просоветские позиции Шариатскую колонну толкали большевистские идеи свободы совести. Организатором формирования выступил сын муллы и преподаватель арабского языка из медресе Назир Катханов. Колонна состояла из 4 полков, численностью в 800—1200 человек. В октябре 1918 года командиром Шариатской колонны стал Григорий Мироненко.
Колонна принимала активное участие в подавлении Терского восстания. 22 сентября 1918 года отряд Катханова занял Нальчик. 2 ноября I Ударная Шариатская колонна выступила из Пятигорска. 9 ноября была взята ст. Прохладная, 16 ноября — вновь взят Нальчик, 23 ноября — Моздок. В 1919 году, после отступления большевиков к Астрахани, Шариатская колонна влилась в состав армии Северо-Кавказского эмирата